# Letzte Meile
Letzte Meile (englisch: last mile bzw. final mile) ist ein Begriff, der heutzutage vorwiegend im Bereich der Versorgungstechnik und Infrastrukturbereitstellung, ebenso wie in der Distributionslogistik benutzt wird, jedoch auch in anderen Bereichen des praktischen Lebens anzutreffen ist. Der Begriff „Letzte Meile“ besitzt seinen Ursprung in der verkabelten Telefonie: Als private Haushalte erstmals massenhaft an das Telefonnetz angeschlossen wurden, wurde zuerst eine lokale Verteilerstelle errichtet und sodann angeschlossen. Von der Verteilerstelle wurden Kupferkabel in die Haushalte verlegt und diese angeschlossen. Für dieses letzte Verbindungsstück, das einen Haushalt an die Verteilerstelle und somit an das Telefonnetz anschloss, wurde der Ausdruck „Letzte Meile“ geprägt. Der Begriff ist insofern metaphorisch zu verstehen, als dass er eben keine definierte Entfernung, wie etwa eine Meile oder einen Kilometer meint, sondern einen Abschnitt im physischen Kupferkabelnetz, der für einen einzelnen Haushalt spezifisch ist. Diese Charakterisierung unterscheidet Verbindungsabschnitte zwischen Verteilerstellen, welche größere Regionen und damit eine Vielzahl von Anschlüssen verbindet, und Verbindungsabschnitte zwischen der Verteilerstelle und einem Anschluss, der nur dem Erreichen dieses einzelnen unter den vielen Anschlüssen dient. Das Adjektiv „Letzte“ ist metaphorisch, denn es geht um den letzten Bauabschnitt hin zur Erreichbarkeit. Die Letzte Meile erhielt eine eigene Bezeichnung und besondere Aufmerksamkeit, weil sie mit erheblich mehr Aufwand verbunden war als die Abschnitte zwischen den Verteilerstellen:

- Bezieht man die Kabellänge auf den einzelnen Anschluss, werden auf diesem Abschnitt die meisten Meter Kabel pro Anschluss verlegt.
- Tiefbauarbeiten zum Verlegen der Kabel werden für jeden Haushalt einzeln nötig, anstatt viele Kabel in einem Graben bündeln zu können.
- Die Mitarbeit der Hausbewohner ist auf der Letzten Meile nötig, während die anderen Abschnitte relativ einfach in Arbeitsplänen getaktet werden können.

Im Laufe der Zeit ist der Begriff in den Sprachgebrauch verschiedener Netze beziehungsweise deren Betreiber diffundiert: Strom-, Wasser- und Gasversorger, öffentlicher Nahverkehr, Pflege und medizinische Versorgung, Katastrophenschutz und Hilfseinsätze, kabellose Informations- und Kommunikationstechnologien und auch die Distributionslogistik. Auch die Sportwissenschaft und das Militär nutzen diesen Begriff, um den letzten Abschnitt einer Leistung herauszustellen, der mit spezifischen, besonders fordernden Schwierigkeiten verbunden ist und daher als schwierigster und härtester Abschnitt gilt.

## Letzte Meile (Hausanschlüsse)
Als letzte Meile bezeichnet man bei Strom- und Gasversorgungs- sowie bei Telekommunikationsnetzen (z. B. Telefonnetz, Kabelfernsehen, Internet) den letzten Abschnitt der Leitung, die zum Hausanschluss bzw. zum Teilnehmerhaushalt führt. Sie wird offiziell, insbesondere als Teil des klassischen Telefonnetzes, als Teilnehmeranschlussleitung (TAL) bezeichnet.
Die letzte Meile stellt den Flaschenhals in der internationalen Kommunikation dar, weil heutzutage nahezu alle Vermittlungsstellen mit mehreren Gigabit/s schnellen Glasfaserkabeln verbunden sind, während die Geschwindigkeit der zweiadrigen Kupferleitungen auf der letzten Meile stark von Dämpfungswerten, Entfernung und ausgebauter Technik (z. B. Outdoor-DSLAMs) abhängig ist.
Die letzte Meile ist üblicherweise im Besitz von regionalen, nationalen oder internationalen Monopolunternehmen (sogenannten etablierten Netzbetreibern), wobei die Ursache sowohl ein ehemaliges rechtliches Monopol von Staatsbetrieben als auch ein natürliches Monopol von privatwirtschaftlichen Netzbetreibern sein kann.
Da die Gesamtheit der Netzanschlüsse – insbesondere im Ländlichen Raum wegen der dort geringen Netzdichte – nur sehr kostenintensiv dupliziert werden kann, ändern sich die Eigentumsverhältnisse an der letzten Meile allenfalls längerfristig.
Um Wettbewerbern ohne eigene letzte Meile den Zugang zu den Netzanschlüssen zu ermöglichen, können Anbieter durch die sogenannte Entbündelung gegen ein Entgelt an die Besitzer der letzten Meile Zugang zu den Netzanschlüssen der etablierten Betreiber erhalten. Die Höhe dieser Gebühren und die Konditionen des Zugangs sind ein andauernder Streitpunkt, in deren Spannungsfeld die Regulierungsbehörden stehen.

## Letzte Meile (Lieferverkehr, Post, Logistik)
Der Begriff wurde aus der IuK-Technik (Telefonanschluss, Internetanschluss) auf die Logistik, Post und Lieferwege übertragen; dort wird der Teil des Transports zur Haustür des Kunden als „letzte Meile“ bezeichnet.
Mit dem Thema des auch durch den Internethandel zunehmenden Paketversands werden effiziente Lösungen für die letzte Meile gesucht. Die zunehmende Paketmenge soll mit geringem Aufwand (Personal, Zeit, Wege, Kosten, Preise) sicher und schnell verteilt werden. Die eigentlich klassische Fragestellung der Logistik wird hier durch den oftmals variablen Faktor Kunde (Paketempfänger) erweitert. Private Paketempfänger, deren Annahmezeitfenster variieren und undokumentiert sind, sowie gewerbliche Paket- oder Lieferempfänger, die oftmals feste Öffnungszeiten oder sogar vereinbarte regelmäßige Lieferzeiten haben, erweitern die klassische Fragestellung der Logistik um die Restriktion der Empfängerverfügbarkeit. Zusätzliche Fragestellungen lauten: wann ist der Kunde erreichbar, wie können multiple Anfahrten vermieden werden, wie kann die Arbeitslast der Paketboten vermindert werden. Vorgeschlagene und experimentell wie praktisch erprobte oder bereits umgesetzte Wege umfassen Paketbriefkästen, Paketautomaten, Hausmeisterdienste und Inhouse-Paketautomaten etwa in Wohnanlagen, Abgabe bei Nachbarn, Lieferung zum Paketshop, in den Kofferraum oder zum Arbeitgeber sowie Absprache und Kommunikation des Lieferzeitpunkts.
Gesucht wird häufig eine technische, räumliche, bauliche oder organisatorische Lösung. Die zufällige und freiwillige Annahme und Weiterleitung einer Sendung durch einen Nachbarn ist für den Dienstleister und Logistiker dagegen ein nicht berechenbarer und auch nicht einkalkulierbarer Faktor.

### Optimierungsansätze der letzten Meile
Um die letzte Meile innerhalb der klassischen Logistik Zielgrößen: Kosten & Kapitaleinsatz, Zeit & Flexibilität sowie Qualität zu optimieren gibt es zahlreiche verschiedene Hebel. Einige häufig angewandte Hebel sind:

#### Make or Buy / Outsourcing
Gründe, die für / gegen eine Fremdvergabe des Transports der letzten Meile an einen Transportunternehmer sprechen sind:
PRO:
- Reduktion von Kapitalbindungskosten
- Erhöhung von Flexibilität
- Fehlende Kompetenz (z. B. in der Fahrersuche, Fahrzeugbeschaffung …)
- Fehlendes Logistikvolumen, um die Ressource Fahrer und Fahrzeug effektiv über den Tag verteilt auszulasten

CONTRA:
- Risiko von Scheinselbstständigkeit
- Reduzierte Einwirkungsmöglichkeiten (Training und Schulung der Fahrer, Personalentscheidungen etc.)
- Risiko von Qualitätsverlust

#### Zeit und Wegeoptimierung / Routenoptimierung
Außerhalb von Direktfahrten befinden sich Sendungen von mehreren Empfängern in einem Fahrzeug. Dies hat zur Folge, dass eine Reihenfolge in der Ablieferung gewählt werden muss. Je nach Reihenfolge verändert sich die Strecke, die Ankunftszeit beim Empfänger und die Dauer der Auslieferung. Hieraus entsteht ein klassisches Transportproblem, welches unter Einhaltung unterschiedlicher Restriktionen in den häufigsten Fällen versucht die anfallenden Kosten zu optimieren. Das entstehende Optimierungs-Problem wird sehr schnell zu komplex, um ohne Hilfsmittel gelöst zu werden. Aufgrund der durch Verkehrsveränderungen, Fahrzeuggeschwindigkeiten, Sendungsvolumina, Zeitfenstern, Reihenfolgerestriktionen und vielen anderen möglichen Einflussfaktoren entstehenden Komplexität bestehen oftmals tiefgreifende Optimierungspotentiale, welche durch den Einsatz von Software, Datentransparenz und die richtige Methodik adressiert werden kann.

#### Preisverhandlung der Kostenelemente der letzten Meile
Zu den wichtigsten Kostenfaktoren der letzten Meile zählen: Administrative Kosten, Personalkosten des Fahrpersonals, Fahrzeugkosten (Kraftstoff, Fahrzeugfinanzierung, Reparatur und Wartung etc.). Im Falle von Outsourcing finden sich diese Kostenfaktoren konsolidiert in den Kosten des Transportunternehmers wieder. Durch die Auswahl geeigneter Transportunternehmer und Preisverhandlungen ist es oftmals möglich die Transportkosten zu reduzieren. Eine hierfür besonders effiziente Möglichkeit, um unter Wettbewerbsdruck die am besten geeigneten Transportunternehmer auszuwählen und die wettbewerbsfähigsten Preise zu verhandeln, ist eine Transportausschreibung.

### Ausblick
Mit den Problemen und erkennbaren heutigen und zukünftigen Einschränkungen des städtischen Verkehrs wird nach neuen, teils auch kreativen Lösungen für den eigentlichen Transport gesucht. Paketboten, Lieferdienste und Postboten sollen durch fahrende Roboter unterstützt und durch fliegende Drohnen ergänzt werden. Elektrofahrzeuge wie der bereits im Einsatz befindliche Streetscooter der Deutschen Post sollen Postboten, aber auch Logistikdienstleister, Lieferanten und Handwerker auf der letzten Meile umweltfreundlich machen, neue Fahrzeuge wie etwa Lastenräder sollen Verkehrswege entlasten und unabhängig vom Autoverkehr machen.

## Andere Bedeutungen
Im Bevölkerungsschutz bezeichnet die „letzte Meile“ den Schritt vom Erkennen einer Gefahr, deren Weitergabe und Verbreitung über Warnkanäle (z. B. Sirenen oder Warn-SMS) bis zur tatsächlichen Wahrnehmung der Warnungen durch die betroffenen Menschen. Dies setzt voraus, dass sie die Warnmeldung verstehen und entsprechend reagieren können. Ein Beispiel für ein bürgernahes System zur Überwindung der „letzten Meile“ ist das vom Fraunhofer-Institut FOKUS und den öffentlichen Versicherern entwickelte kommunale Warn- und Informationssystem KATWARN.
Im Schienenverkehr bezeichnet Last Mile die Fähigkeit von Elektrolokomotiven, mit Hilfe eines Zusatz-Dieselmotors nicht elektrifizierte Teilstrecken zu befahren. Dadurch kann auf den zusätzlichen Einsatz von Rangierlokomotiven verzichtet werden.
Auch in Zusammenhang mit der Nutzung von Elektro-Tretrollern ist dieser Begriff bedeutsam.
Der Ausdruck „die letzte Meile“ wird vor allem im englischsprachigen Raum auch bei Hinrichtungen für den Weg zwischen der Zelle und dem elektrischen Stuhl o. a. verwendet.
Unter dieser Bedeutung verfasste Stephen King den Roman The Green Mile, der später unter dem gleichen Titel verfilmt wurde.